# Drosophila confertidentata
Drosophila confertidentata este o specie de muște din genul Drosophila, familia Drosophilidae, descrisă de Zhang, Li și Feng în anul 2006. Conform Catalogue of Life specia Drosophila confertidentata nu are subspecii cunoscute.